# Chappuisius inopinus
Chappuisius inopinus is een eenoogkreeftjessoort uit de familie van de Chappuisiidae. De wetenschappelijke naam van de soort is voor het eerst geldig gepubliceerd in 1938 door Kiefer.